# Mike DeWine
Richard Michael DeWine, detto Mike (Yellow Springs, 5 gennaio 1947), è un politico statunitense, governatore dell'Ohio dal 2019.
È stato membro della Camera dei Rappresentanti e Senatore per l'Ohio dal 1995 al 2007, fino a diventare procuratore generale dell'Ohio dal 2011 al 2019.

## Biografia
Nato e cresciuto a Yellow Springs, DeWine proviene da una famiglia di origini irlandesi. Nel 1969 si è laureato in scienze dell'educazione alla Miami University e nel 1972 si specializza in legge alla Ohio Northern College. Iscritto fin dall'inizio al Partito Repubblicano, iniziò la sua carriera politica a 25 anni, quando 
servì come procuratore aggiunto della contea di Greene, per poi essere eletto al Senato nel 1980 e rimanendo in carica per quasi due anni, quando nel 1982 si dimise per candidarsi alla Camera dei Rappresentanti, venendo facilmente eletto e rimanendo in carica per quattro mandati fino al 1991.
Nel 1990 viene eletto vicegovernatore dell'Ohio assieme al suo governatore eletto George Voinovich, entrando in carica l'anno successivo. Si dimise nel 1994 per candidarsi alla carica di senatore per l'Ohio dopo aver già tentato di farlo nel 1992, quando fu sconfitto dal senatore in carica Howard Metzenbaum. Alla fine vinse l'elezione ed entrò in carica il 3 gennaio 1995. Rimase in carica per due mandati fino al 2007, quando, tentando la rielezione per un terzo mandato, venne sconfitto dal democratico Sherrod Brown.
Nel 2010 si candidò a procuratore generale dell'Ohio vincendo per più di 100.000 voti contro il procuratore uscente Richard Cordray. Viene confermato per un secondo mandato nel 2014 con un ampio margine di voti.

## Governatore dell'Ohio (2019-presente)
Nel 2016 annunciò la sua candidatura alle elezioni governative del 2018 per la scelta del nuovo governatore dell'Ohio, in concomitanza con la scadenza del suo secondo mandato da procuratore generale. Dopo aver vinto le primarie repubblicane nel maggio 2018 superando il vicegovernatore in carica Mary Taylor con il 59,8%, il 6 novembre ha battuto con il 50,7% dei voti il democratico Richard Cordray, lo stesso che DeWine aveva sconfitto alle elezioni per la scelta del procuratore generale. È entrato in carica il 14 gennaio 2019.

### 2019
Il 22 febbraio 2019, il presidente Trump ha nominato DeWine nel Consiglio dei governatori bipartisan.

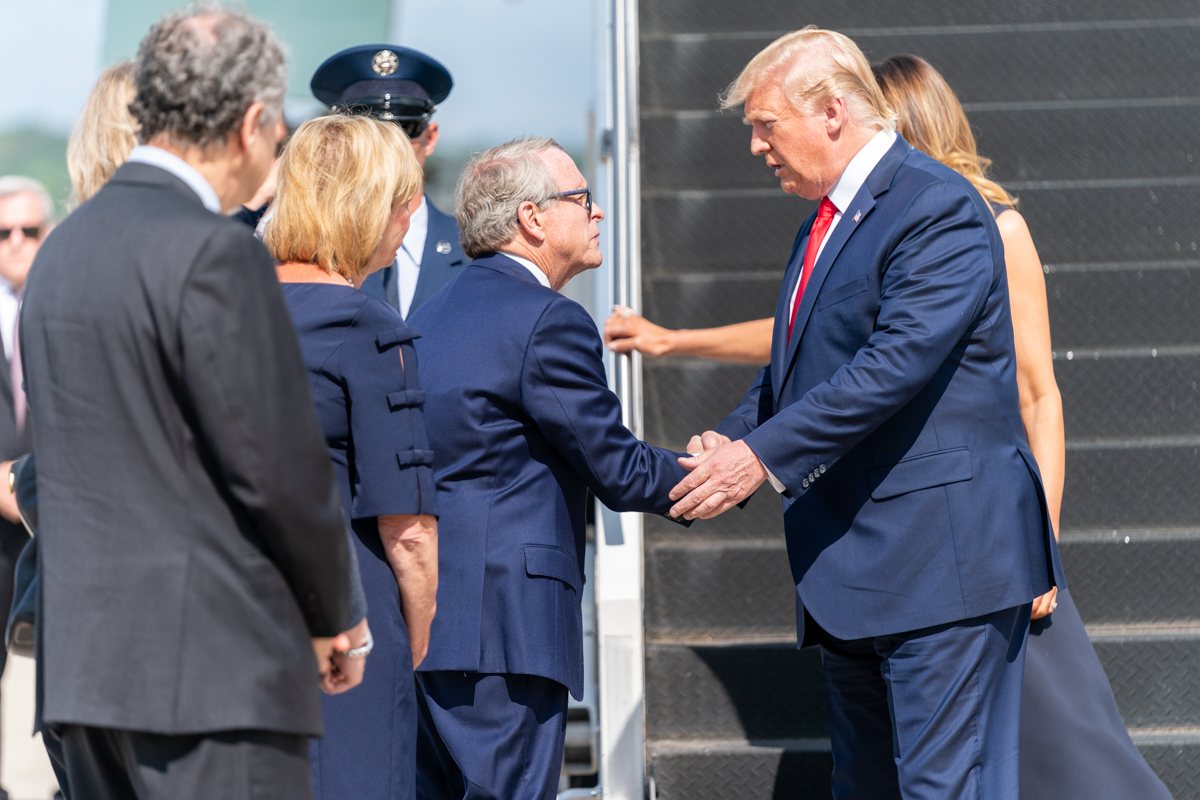
DeWine saluta il presidente Donald Trump giunto in Ohio con la moglie nel 2019

Il 4 agosto 2019 si è verificata una sparatoria di massa a Dayton, Ohio, con dieci persone uccise e altre 27 ferite. Questa sparatoria è avvenuta dopo sole 13 ore da un'altra sparatoria questo ha fatto seguito a una sparatoria di massa a El Paso, in Texas. A una veglia per le vittime di Dayton il giorno successivo, DeWine è stato attormniato da una folla che urlava "Fai qualcosa!" contro la mancanza di azioni legislative per il controllo delle armi a livello statale e federale. Il 6 agosto, DeWine ha proposto di consentire ai giudici di confiscare le armi da fuoco a coloro ritenuti potenzialmente pericolosi e di fornire loro cure per la salute mentale pur mantenendo i loro diritti al giusto processo.  Altri aspetti degni di nota del piano di DeWine includono controlli approfonditi sui precedenti prima dell'acquisto di un'arma da fuoco, un maggiore accesso ai servizi di salute psichiatrica e comportamentale e maggiori sanzioni per il possesso illegale di armi da fuoco.

### 2022
Durante l'invasione russa dell'Ucraina del 2022, DeWine ha espresso sostegno all'Ucraina, affermando che l'invasione era "inaccettabile e che tutte le persone amanti della libertà dovrebbero opporsi a questa invasione non provocata".  Il 26 febbraio, ha agito a sostegno dell'Ucraina vietando l'acquisto e la vendita di Russian Standard (vodka) all'interno dello stato dell'Ohio perché il marchio e le distillerie sono di proprietà di una società russa. Ai rivenditori è stato chiesto di "ritirare immediatamente Green Mark Vodka" (una varietà alternativa di Russian Standard) "e Russian Standard Vodka dai loro scaffali". Lo stesso giorno, DeWine ha dichiarato il 27 febbraio 2022 una "Giornata di preghiera per il popolo ucraino".
Nelle elezioni del 2022 per il rinnovo del vertice dell'Ohio, DeWine è stato rieletto governatore battendo con il 62,8%  dei voti la democratica Nan Hailey, sindaco di Dayton.

## Vita privata
DeWine vive nella Whitelaw Reid House. Lui e sua moglie Frances sono sposati dal 3 giugno 1967 e hanno avuto otto figli, uno dei quali (Rebecca) è morto in un incidente automobilistico nel 1993.  Il giudice della Corte Suprema dell'Ohio Pat DeWine è il figlio di Mike DeWine. L'ex presidente del partito repubblicano dell'Ohio, Kevin DeWine, è suo cugino di secondo grado. DeWine e la sua famiglia possiedono Asheville Tourists della Minor League Baseball.